# Тхімпху (футбольний клуб)
Тхімпху (англ. Thimphu Football Club) — бутанський футбольний клуб з однойменного міста, який проводить свої домашні матчі на стадіоні «Чанглімітанг».

## Історія
У сезоні 2001 року клуб фінішував на кваліфікаційній позиції, після чого потрапив до групи А, де виступав разом з «Паро» та «Друкполом». «Тхімпху» вдалося перемогти Паро, а потім зіграти внічию з «Друкполом», виграти групу та вийти до півфіналу. У півфіналі столична команда поступилася «Самце», а в матчі за третє місце вона перемогла «Друкпол» та завоювала бронзові нагороди чемпіонату. «Тхімпху» виступав також і в сезоні 2003 року, але його підсумкова позиція в чемпіонаті невідома. Єдиний відомий результат за участю «Тхімпху» – перемога над «Друкполом» з рахунком 5:1. У 2015 році «Тхімпху» став першим бутанським клубом, який найняв іноземного тренера, Фабіо Лопеса. Однак італійський тренер пішов з клубу, не провівши жодної гри через труднощі з адаптацією до зміни стилю життя в порівнянні з рідною Італією. Двоє іноземних гравці, підписаних під керівництвом тренера Лопеса, залишилися у складі команди на сезон 2015 року.